# Championnats de France d'athlétisme 1894
Navigation
Championnats 1893 Championnats 1895

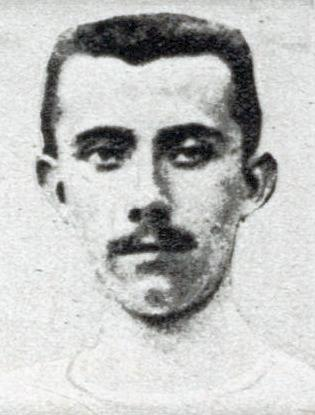
Félix Bourdier, champion de France de cross et de steeple en 1894.

Les Championnats de France d'athlétisme 1894 ont eu lieu les 27 mai et 3 juin 1894 à la Croix-Catelan de Paris. 

## Palmarès
| Discipline       | Athlète                 | Athlète       |
| ---------------- | ----------------------- | ------------- |
| 100 m            | Jean-Guy Gautier        | 11 s 0        |
| 400 m            | Jean-Guy Gautier        | 51 s 6        |
| 800 m            | André Lemonnier         | 2 min 5 s 6   |
| 1 500 m          | Michel Soalhat          | 4 min 28 s 0  |
| 110 m haies      | Philippe Boisseaux      | ?             |
| 400 m haies      | Léon Mazuchelli         | 60 s 2        |
| 4 000 m steeple  | Félix Bourdier          | 13 min 52 s 4 |
| Saut en hauteur  | W.H. Taber (États-Unis) | 1,58 m        |
| Saut à la perche | Gustave Duchamps (BEL)  | 2,60 m        |
| Saut en longueur | Jean-Guy Gautier        | 5,94 m        |
| Lancer du poids  | Eugène Derivas          | 11,55 m       |